# Paraeuchaeta gladiofera
Paraeuchaeta gladiofera is een eenoogkreeftjessoort uit de familie van de Euchaetidae. De wetenschappelijke naam van de soort is voor het eerst geldig gepubliceerd in 1963 door Gaudy.